# Dixieland (musica)
Con il termine Dixieland viene erroneamente definito il particolare modo di suonare lo stile di New Orleans dell'inizio del ventesimo secolo.

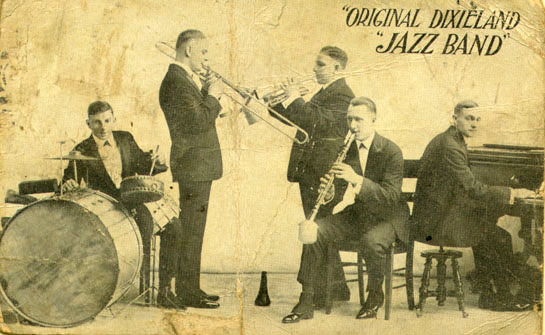
Una cartolina promozione che ritrae l'Original Dixieland Jazz Band

## Etimologia del termine
Si ritiene che il termine "dixie" si riferisca a tutta la parte meridionale degli Stati Uniti d'America. Entrato in utilizzo dalla Original Dixieland Jazz Band, il genere Dixieland discende direttamente dallo stile New Orleans di Buddy Bolden e può essere considerato un periodo fondamentale nello sviluppo del Jazz.

## Strumenti
Gli strumenti dello stile Dixieland sono in gran parte quelli delle bande o marching band dell'epoca.
La sezione melodica è formata da una cornetta o tromba, da un trombone e da un clarinetto. Solitamente, è la cornetta o la tromba a suonare il tema principale, mentre il clarinetto ed il trombone rispondono.
La sezione ritmica comprende uno strumento grave, il contrabbasso o il basso tuba, uno strumento armonico, il banjo o la chitarra, ed uno strumento ritmico/percussivo, la batteria (spesso il solo tamburo rullante portato a tracolla quando si suona in movimento).

## Esponenti
- Larry Shields
- Nick LaRocca
- Ward Kimball
- Harper Goff
- George Bruns
- Frank Teschemacher
- Leon Roppolo
- Barney Bigard
- Pee Wee Russell
- Hank D'Amico
- Tommy Dorsey, Trombone;
- Eddie Lang, Banjo-Chitarra;
- Don Murray, Clarinetto;
- Jimmy Dorsey, Clarinetto;